# Tüskésmakréla-félék

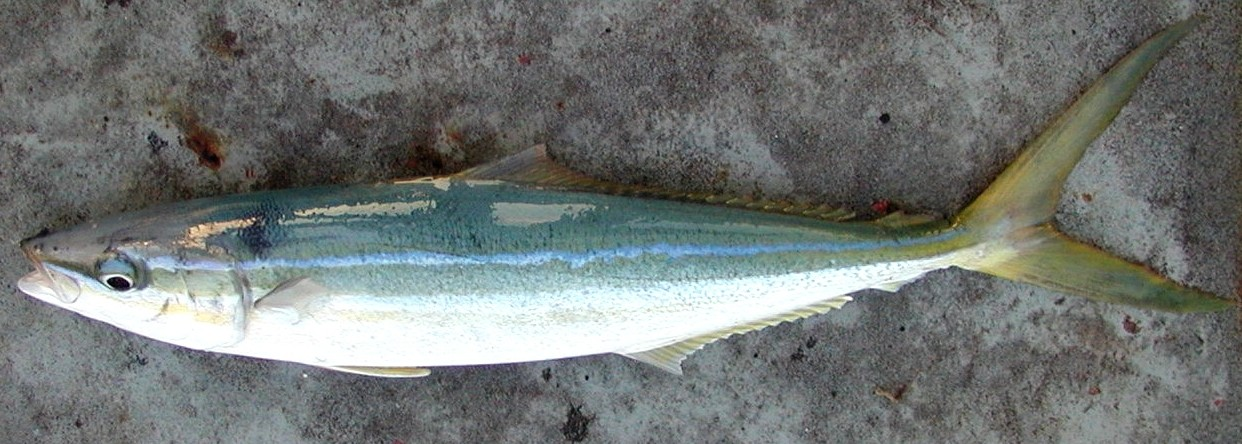
Elagatis bipinnulata

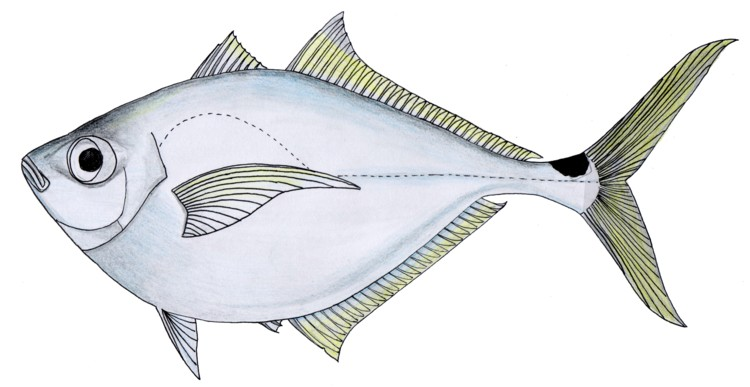
Rajz a Chloroscombrus chrysurusról

A tüskésmakréla-félék (Carangidae) a csontos halak (Osteichthyes) főosztályának sugarasúszójú halak (Actinopterygii) osztályába, ezen belül a sügéralakúak (Perciformes) rendjébe tartozó család.
A tüskésmakréla-félék családjába 30 élő nem és 147 élő faj tartozik.

## Tudnivalók
A tüskésmakréla-félék legtöbb faja gyors úszó, ragadozó életmódot folytató hal. A halak megtalálhatóak az Atlanti-, Indiai- és Csendes-óceánok korallszirtjeinél és nyíltvizeiben is. Egyes fajok a tengerfenéket túrják a gerinctelenek elkapásához.
A legnagyobb faj a Seriola dumerili, amely a 2 méteres hosszúságot is elérheti. A család többi fajának a hosszúsága 25-100 centiméter között van.
A család egyes fajai az ipari halászatban és sporthorgászatban fontos zsákmánynak számítanak, ilyenek: a Trachurus symmetricus és a Trachurus halnem többi fajai is.
A család egyes nemeinek a megkövesedett maradványait a késő paleocén korszaki rétegben is megtalálták. Ezek a maradványok általában hiányos csontvázakból és a belső fül otolitjaiból állnak. A következő 3 halnem mára már kihalt: Archaeus, Pseudovomer és Eastmanalepes.

## Rendszerezésük
A családba az alábbi 30 recens halnem tartozik:
- Alectis Rafinesque, 1815 - 3 faj
- Alepes Swainson, 1839 - 5 faj
- Atropus Oken, 1817 - 1 faj
  - Atropus atropus (Bloch & Schneider, 1801)
- Atule Jordan & Jordan, 1922 - 1 faj
  - Atule mate (Cuvier, 1833)
- Campogramma Regan, 1903 - 1 faj
  - Campogramma glaycos (Lacepède, 1801)
- Carangoides Bleeker, 1851 - 20 faj
- Caranx Lacepède, 1801 - 18 faj
- Chloroscombrus Girard, 1858 - 2 faj
- Decapterus Bleeker, 1851 - 11 faj
- Elagatis Bennett, 1840 - 1 faj
  - Elagatis bipinnulata (Quoy & Gaimard, 1825)
- Gnathanodon Bleeker, 1851 - 1 faj
  - Gnathanodon speciosus (Forsskål, 1775)
- Hemicaranx Bleeker, 1862 - 4 faj
- Lichia Cuvier, 1816 - 1 faj
  - Lichia amia (Linnaeus, 1758)
- Megalaspis Bleeker, 1851 - 1 faj
  - Megalaspis cordyla (Linnaeus, 1758)
- Naucrates Rafinesque, 1810 - 1 faj
  - kalauzhal (Naucrates ductor) (Linnaeus, 1758)
- Oligoplites Gill, 1863 - 5 faj
- Pantolabus Whitley, 1931 - 1 faj
  - Pantolabus radiatus (Macleay, 1881)
- Parastromateus Bleeker, 1865 - 1 faj
  - Parastromateus niger (Bloch, 1795)
- Parona Berg, 1895 - 1 faj
  - Parona signata (Jenyns, 1841)
- Pseudocaranx Bleeker, 1863 - 4 faj
- Scomberoides Lacepède, 1801 - 4 faj
- Selar Bleeker, 1851 - 2 faj
- Selaroides Bleeker, 1851 - 1 faj
  - Selaroides leptolepis (Cuvier, 1833)
- bárdmakrélák (Selene) Lacepède, 1802 - 8 faj
- Seriola Cuvier, 1816 - 9 faj
- Seriolina Wakiya, 1924 - 1 faj
  - Seriolina nigrofasciata (Rüppell, 1829)
- Trachinotus Lacepède, 1801 - 20 faj
- Trachurus Rafinesque, 1810 - 14 faj
- Ulua Jordan & Snyder, 1908 - 2 faj
- Uraspis Bleeker, 1855 - 3 faj

Az alábbi nemek mára már kihaltak:
- †Archaeus
- †Eastmanalepes
- †Eothynnus
- †Pseudovomer
- †Teratichthys
- †Usacaranx

### Fordítás
- Ez a szócikk részben vagy egészben  a   Carangidae című angol Wikipédia-szócikk fordításán alapul.  Az eredeti cikk szerkesztőit annak laptörténete sorolja fel. Ez a jelzés csupán a megfogalmazás eredetét és a szerzői jogokat jelzi, nem szolgál a cikkben szereplő információk forrásmegjelöléseként.